# Kašpar Sattler
Kašpar Sattler (17. století? - 1683) byl bohatý šumperský měšťan, který vlastnil barvírnu látek. Jeho otcem byl Sebastián Sattler. Během neblahých šumperských čarodějnických procesů v 17. století, které vedl fanatický inkvizitor Jindřich František Boblig z Edelstadtu, byl obviněn spolu se svou manželkou a dcerou Lízl z čarodějnictví a upálen s celou rodinou.
Cílem těchto čarodějnických procesů bylo falešně obvinit a posléze uchvátit majetek nejbohatších občanů Šumperka, mezi něž Sattlerova rodina patřila. Majetek upálených si pak inkvizitor Jindřich František Boblig z Edelstadtu rozdělil spolu se svými nejbližšími a s vrchností spravující Žerotínské panství ve Velkých Losinách.